# Little Barefoot Soul
Little Barefoot Soul è un album di Bobby Timmons, pubblicato dalla Prestige Records nel 1964. Il disco fu registrato il 18 giugno dello stesso anno al "Rudy Van Gelder Studio" di Englewood Cliffs, New Jersey (Stati Uniti).

## Tracce
Lato A
1. A Little Barefoot Soul – 4:55 (Bobby Timmons)
2. Walkin', Wadin', Sittin', Ridin' – 7:45 (Bobby Timmons)
3. Little One – 4:00 (Bobby Timmons)

Lato B
1. Cut Me Loose, Charlie – 5:30 (Bobby Timmons)
2. Ain't Thinkin' Bout It – 8:40 (Bobby Timmons)
3. Nobody Knows the Trouble I've Seen – 2:20 (Brano tradizionale)

## Musicisti
- Bobby Timmons  - pianoforte
- Sam Jones  - contrabbasso
- Ray Lucas  - batteria